# Chasseur de sorcières
 (mai 2023).
Si vous disposez d'ouvrages ou d'articles de référence ou si vous connaissez des sites web de qualité traitant du thème abordé ici, merci de compléter l'article en donnant les références utiles à sa vérifiabilité et en les liant à la section « Notes et références ».
Pour plus de détails, voir Fiche technique et Distribution.
Chasseur de sorcières (Witch Hunt) est un téléfilm américain réalisé par Paul Schrader et diffusé pour la première fois le 10 décembre 1994 sur HBO. Il est produit par Gale Anne Hurd et constitue une quasi-suite à Détective Philip Lovecraft. L'histoire prend pour thème la peur rouge, principalement le maccarthysme, en faisant jouer à la magie le rôle du communisme. Dans ce contexte, le détective Lovecraft, enquête sur un meurtre dont est accusée sa cliente, Kim Hudson…

## Synopsis
Dans les années 1950 à Los Angeles, dans un monde où la magie est réelle, monstres et bêtes côtoient les humains. Des zombies aussi sont présents, et sont utilisés comme main d'œuvre corvéable à merci. De nombreux progrès technologiques ont été faits, notamment en termes de voitures, téléphones et ordinateurs. Le détective hardboiled Harry Phillip Lovecraft est embauché par la star de cinéma Kim Hudson pour déterrer des saletés sur son mari, le producteur N. J. Gotlieb. Ce dernier est sur le point de la remplacer dans son dernier film par une jeune starlette avec qui il pourrait avoir une liaison.

## Distribution
- Dennis Hopper (VF : Bernard Tiphaine) : Harry Philip Lovecraft
- Penelope Ann Miller (VF : Rafaèle Moutier) : Kim Hudson
- Eric Bogosian (VF : Pascal Renwick) : le sénateur Larson Crockett
- Sheryl Lee Ralph (VF : Marie-Christine Darah) : Hypolita Laveau Kropotkin
- Julian Sands (VF : Bernard Lanneau) : Finn Macha
- Valerie Mahaffey : Trudy
- John Epperson (en) : Vivian Dart
- Debi Mazar : la manucure
- Alan Rosenberg (en) : N. J. Gottlieb
- Terry Camilleri : le ministre
- Ellen Gerstein : la femme de Sidney
- Clifton Collins Jr. (VF : Mathias Kozlowski) : Tyrone
- James Harper : Winston
- Ronald Reagan : lui-même (images d'archives)

## Distinctions
Nominations
- 21e cérémonie des Saturn Awards 1995 : meilleur téléfilm
- CableACE Awards 1995 : meilleur scénario et meilleur maquillage

## Hommage à H. P. Lovecraft
Ce téléfilm est un hommage à l'écrivain H. P. Lovecraft, même s'il n'est pas basé particulièrement sur l'un de ses récits. Il reprend toutefois nombre d'éléments constitutifs du mythe de Cthulhu et des références fréquentes sont faites à Dunwich, au Necronomicon, à Cthulhu, Yog-Sothoth et aux Grands Anciens. Le nom du personnage principal Philip Lovecraft est aussi une référence évidente. Un autre personnage, le détective Morris Bradbury, est une référence à un autre écrivain de science-fiction, Ray Bradbury.